# Alszauberbrunnen

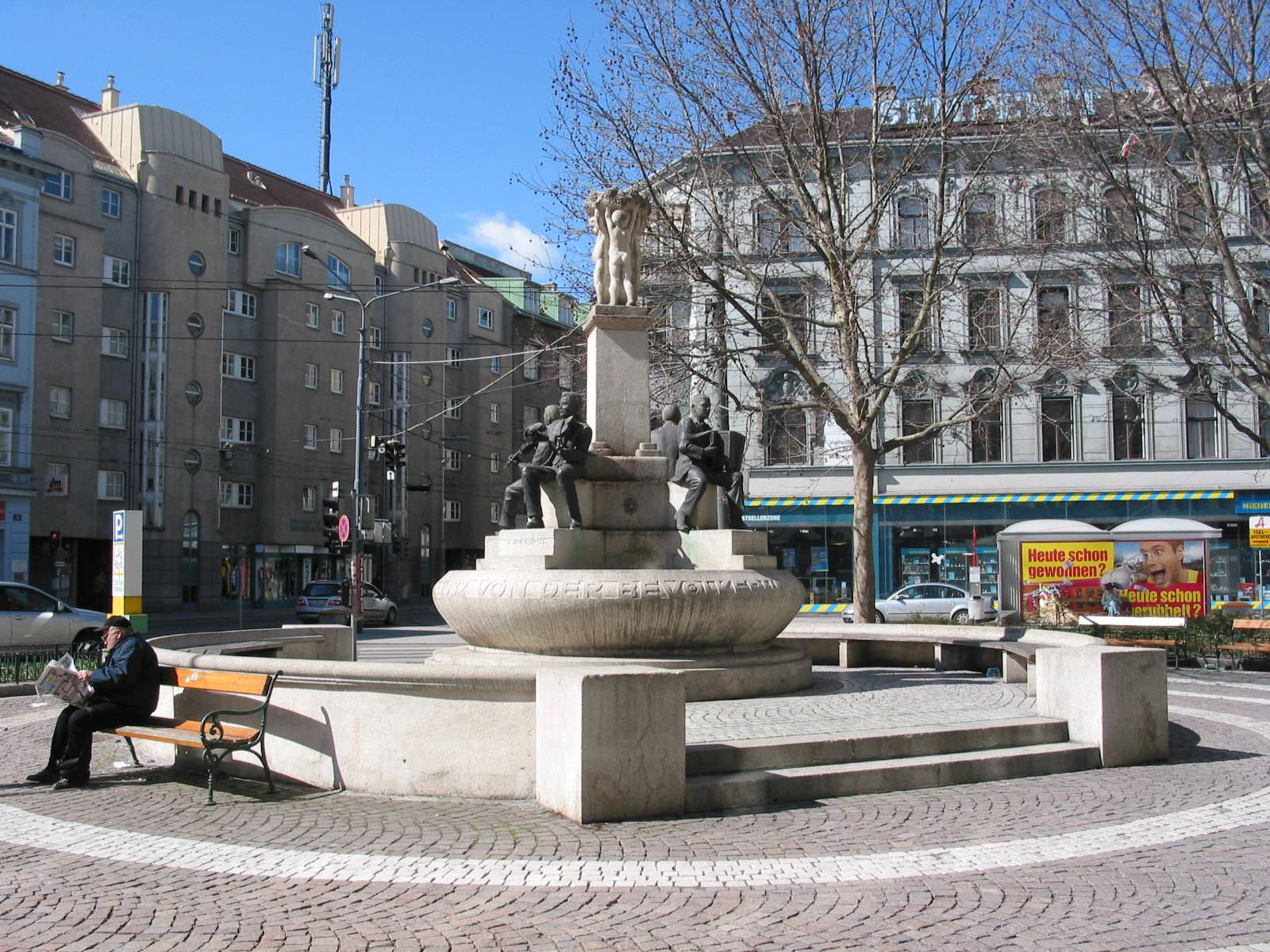
Der Alszauberbrunnen in Wien

Der Alszauberbrunnen ist ein Brunnen auf dem Elterleinplatz im 17. Wiener Gemeindebezirk Hernals.

## Geschichte
Der Alszauberbrunnen wurde vom Bildhauer Karl Philipp gestaltet und am 5. Juni 1932 feierlich enthüllt. Sein Standort auf dem Elterleinplatz befindet sich direkt über dem eingewölbten Bachbett der namensgebenden Als. Die Figuren des Schrammel-Quartetts wurden während des Zweiten Weltkrieges, 1943, eingeschmolzen, 1981 von Heribert Rath (1924–2007) anhand von Gipsmodellen neu gegossen und 1982 von Stadtrat Helmut Zilk wiederenthüllt.

## Gestaltung
In einem runden Steinbecken erhebt sich ein Mittelsockel mit darauf stehenden Putten. Rund um den Sockel sind die vier Bronze-Sitzfiguren der Schrammelmusiker mit ihren Instrumenten Johann Schrammel (Violine), Paul Fiebrich (Violine), Alfred Rondorf (Kontragitarre) und Willi Strohmayer (Harmonika) angeordnet. Der Brunnen ist ein Denkmal für die „Wasser der Als, Wiener Musik und Hernalser Alsegger Wein“ und steht unter Denkmalschutz (Listeneintrag).